# Vaals
Vaals (em limburguês: Vols) é um município dos Países Baixos, situado na província de Limburgo. Tem 23,90 km² de área e sua população em 2020 foi estimada em 10.055 habitantes.